# Mary McCartney
Mary Anna McCartney (Londra, 28 agosto 1969) è una fotografa inglese.

## Biografia
Mary Anna McCartney è una fotografa inglese meglio nota come la primogenita avuta dall'ex componente dei Beatles, Paul McCartney, con la sua prima moglie Linda Eastman McCartney. Prende il nome "Mary" dalla nonna paterna Mary McCartney morta prematuramente di cancro quando il figlio Paul aveva quattordici anni.
Mary ha una sorella più grande, che la madre Linda aveva avuto dal precedente matrimonio e che è stata riconosciuta da Paul McCartney (Heather McCartney), una sorella più piccola (Stella McCartney) e un fratello più piccolo (James McCartney). Oltre a Heather, Mary ha un'altra sorellastra, Beatrice, avuta da Paul nel suo secondo matrimonio con Heather Mills.
Molte foto che ritraggono Mary McCartney da bambina sono opera della madre, anch'ella fotografa, dalla quale Mary ha preso la passione per la fotografia.
Dal 1992 lavora come fotografa professionista. La sua prima mostra aveva il titolo di Off Pointe: A Photographic Study of The Royal Ballet After Hours.
Nel 1995 conosce Alistair Donald che sposa il 26 settembre del 1998. Inizialmente il matrimonio doveva avvenire a maggio dello stesso anno, ma fu rimandato a causa della morte della madre Linda. Il 3 aprile 1999 dà alla luce il primo nipote di Paul McCartney, Arthur Alistair Donald, rendendo Paul il secondo Beatle a divenire nonno (il primo era stato Ringo Starr).
Nel 2001 ha coprodotto assieme ad Alistair Donald il film-documentario per la televisione Wingspan.
Separatasi nel 2005 da Alistair Donald, dal quale aveva avuto anche un secondo figlio, si è risposata nel 2010 con Simon Aboud, dal quale aveva avuto nel 2008 un terzo figlio.
Nel 2012 ha pubblicato un libro di ricette vegetariane, Food, tradotto l'anno successivo in lingua italiana con il titolo Io cucino vegetariano. Nel libro, l'autrice afferma: «la cucina vegetariana è diventata una seconda natura per me. Essere cresciuta in una famiglia vegetariana, con mia madre al timone [...], è stata la migliore educazione che potessi desiderare».

## Opere
- Mary McCartney, Io cucino vegetariano. Le ricette di casa McCartney, traduzione di Alessandra Mulas, Roma, Newton Compton editori, 2013, ISBN 978-88-541-5598-5. (ebook ISBN 978-88-541-5928-0).